# Comuna Zavorsklo
Zavorsklo (în ucraineană Заворскло) este o comună în raionul Poltava, regiunea Poltava, Ucraina, formată din satele Holovaci, Lukîșciîna, Mînivka, Portnivka, Vatajkove și Zavorsklo (reședința).

## Demografie
Componența lingvistică a comunei Zavorsklo
     Ucraineană (93,62%)
     Rusă (6,08%)
     Alte limbi (0,26%)
Conform recensământului din 2001, majoritatea populației comunei Zavorsklo era vorbitoare de ucraineană (93,62%), existând în minoritate și vorbitori de rusă (6,08%).